# Sören Johansson (riksspelman)
Hilding Sören Johansson, född 23 januari 1939 i Dorotea församling, Västerbottens län, död 7 augusti 2013 i Dorotea-Risbäcks församling, Västerbottens län, var en svensk riksspelman. Han har haft stor betydelse för folkmusiken i Västerbotten. 1999 tilldelades han Zornmärket i guld för "klangfullt och stilbildande spel av låtar från södra Lappland". Johansson fick även motta Västerbottens-Kurirens kulturstipendium 1988, Dorotea kommuns kulturstipendium 1980 och Vilhelmina kommuns kulturstipendium 1995.

## Biografi
Sören Johansson växte upp i Svanabyn i södra Lappland. Redan som fyraåring ville han bli violinist. Sin första fiol fick han dock först vid 15 års ålder, efter att han hade lyckats tjäna ihop till de 100 kronor som fiolen kostade.
Sören Johanssons spelstil var bland annat inspirerad av spelmannen Johan August Andersson, även kallad Klockar-Andersson eller Tok-Andersson, som verkade i Dorotea i slutet av 1800-talet. Johansson har även nedtecknat Klockar-Anderssons musik.
1982 blev Sören Johansson riksspelman. Han engagerade sig för att lyfta fram, utveckla och föra vidare folkmusiktraditionen från södra Lappland och var drivande i bildandet av Doroteabygdens spelmanslag 1984.
Sören Johansson levde inte på sin musik utan försörjde sig huvudsakligen som musiklärare i Vilhelmina. När skivor kom på tal sa han att han hellre ville spela än bli inspelad. En skiva finns dock med hans musik, Silverpolskan från 2014. Skivan kom ut när Johansson redan hade avlidit. Tillsammans med författaren Helmer Grundström har han även gett ut nothäftet Langt bort i helvitta, langt nol i väla - Dikt och ton från Svanaby (1981), där de samlat dikter och låtar från bygden. 
Sören Johanssons liv skildras i filmen Hjärtesträngar (2004) av Ingrid Blidberg.

## Diskografi
- 2014 – Silverpolskan